# 976
Évszázadok: 9. század – 10. század – 11. század
Évtizedek: 920-as évek – 930-as évek – 940-es évek – 950-es évek – 960-as évek – 970-es évek – 980-as évek – 990-es évek – 1000-es évek – 1010-es évek – 1020-as évek
Évek: 971 – 972 – 973 – 974 –  975 – 976 – 977 – 978 – 979 – 980 – 981

## Események

### Határozott dátumú események
- január 10. – II. (Bolgárölő) Baszileiosz a bizánci trónra lép.
- augusztus 12. – I. Pietro Orseolót velencei dózsénak választják.

### Határozatlan dátumú események
- A bolgárok elűzik a bizánciakat az Al-Duna partjáról.[1]
- Erdély második gyulája, Zombor Géza nagyfejedelemhez adja leányát, Saroltot, és elismeri annak fennhatóságát.[1]
- Trónra lép II. (Bolgárverő) Baszileiosz bizánci császár.
- Rukn ad-Daula dzsibáli emír halálát követően kettéosztja a birodalmát fiai között: Muajjid örökli Hamadánt, Fahr pedig Rajjt. (Mivel ez utóbbi nem ismeri el bátyjuk, a fárszi Adud ad-Daula főségét, háború tör ki hármójuk között.)
- A Babenberg-család kezébe kerül a kelet-bajor őrgrófság, Ostmark.[2]

## Születések
- február 5. – Szandzsó, japán császár († 1017)

Bizonytalan dátum
- III. Muhammad, córdobai kalifa († 1025)

## Halálozások
- január 10. – I. Ióannész bizánci császár (* 924)
- Rukn ad-Daula dzsibáli emír